# Геликон (река)

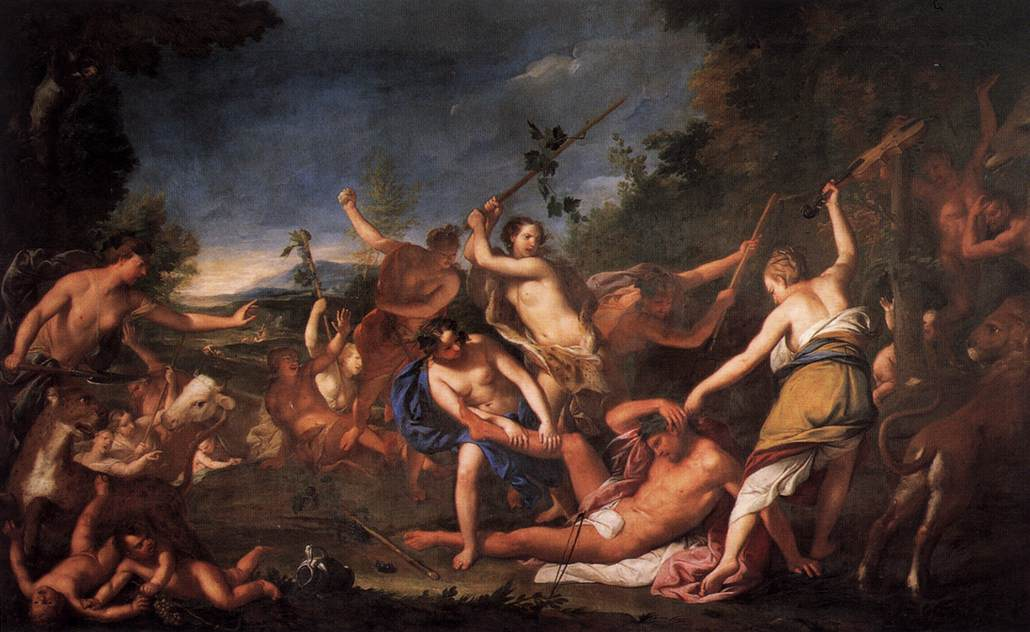
Грегорио Ладзарини. Орфей, раздираемый менадами. Ка-Реццонико, Венеция

Геликон (др.-греч. Ελικώνας) — древняя река Пиерии, также известная как Бафира (Βαφύρας) и Орлиас (Ουρλιάς). В этой реке, согласно мифологии, менады Пиерии пытались смыть кровь с рук после убийства Орфея. Однако речной бог ушёл под землю и вновь вышел на Дион под именем Бафира.